# Quartier Latin (Parijs)
Het Quartier Latin is een wijk in het 5e en 6e arrondissement van Parijs. Het staat bekend als een studentenwijk waar al in de 14e eeuw studenten uit alle delen van de wereld naartoe trokken.

## Locatie
De wijk bevindt zich rondom de Sorbonne op de linkeroever van de Seine en staat bekend als een geanimeerde wijk met veel winkels, boetieks, restaurants, bistro's en bars. Belangrijke verkeersaders die het gebied omzomen, zijn de Boulevard Saint-Michel, ook wel Boul'Miche genoemd, de Rue Saint-Jacques en de Boulevard Saint-Germain.

## Sfeer
Hier is het kloppend hart, waar bohemiens, intellectuelen, artiesten, schrijvers en studenten elkaar ontmoeten. Deze wijk was ook het toneel van de opstanden en studentenrellen in mei 1968. Bekende namen als van Sartre, Simone de Beauvoir en Camus zijn onlosmakelijk met deze wijk verbonden. Zij kwamen regelmatig in de grand cafés bijeen aan hun vaste tafeltjes.

## Gebouwen
- Place Saint-Michel
- Het Collège de France
- Panthéon
- Sorbonne
- De Thermes en het Hôtel de Cluny
- Het Palais du Luxembourg
- De Jardin du Luxembourg
- Het Musée du Luxembourg
- Het Théâtre de l'Odéon
- De Arènes de Lutèce
- De Couvent des Cordeliers
- Het Palais de la Monnaie
- Académie des Beaux-Arts
- Het Collège des Quatre-Nations van het Institut de France
- De Église Saint-Sulpice
- De Église de la Sorbonne
- Église Saint-Séverin

- Bibliothèque nationale de France: cb11993254x (data)
- Gemeinsame Normdatei: 4502365-7
- Library of Congress Control Number: n97033536
- Nationale Bibliotheek van Israël: 987007542764605171
- Virtual International Authority File: 126838398
- WorldCat: E39PBJymFmFYJDTMHMFpGyd4v3